# Pseudopterocalla scutellata
Pseudopterocalla scutellata är en tvåvingeart som först beskrevs av Ignaz Rudolph Schiner 1868.  Pseudopterocalla scutellata ingår i släktet Pseudopterocalla och familjen fläckflugor. Inga underarter finns listade i Catalogue of Life.